# VUF-5681
VUF-5681 je potentan i selektivan histaminski antagonist koji se selektivno vezuje za Histaminski H3 receptor. VUF-5681 osim što potentno blokira dejstvo H3 agonista, takođe deluje kao parcijalni agonist .